# Horní Tošanovice (železniční zastávka)
Horní Tošanovice jsou železniční zastávka ve stejnojmenné obci v okrese Frýdek-Místek. Leží v km 123,935 jednokolejné neelektrizované železniční trati Český Těšín – Frýdek-Místek mezi železniční stanicí Hnojník a zastávkou Dobratice-Vojkovice.

## Popis
Železniční zastávka byla uvedena do provozu 3. října 1954 pod názvem Tošanovice na původní trati Dráhy moravskoslezských měst, kterou stavěla KFNB v letech 1887–1888. Od roku 1961 zastávka nese název Horní Tošanovice. Zastávkou vede jedna kolej s nástupištěm z betonových panelů, které bylo postavené v roce 2004 a vyzvednuté do úrovně 550 mm nad hranu koleje. V roce 2003 byl postaven dřevěný přístřešek, který slouží jako čekárna. Pro snadnější přístup vede k zastávce chodník s lávkou přes silnici I48.
V blízkosti zastávky trať v km 123,941 kříží trať místní komunikace pro pěší pomocí železničního přejezdu s označením P8321, který je vybaven výstražnými kříži. Další přejezd s označením P8320 je v km 123,625, je vybaven světelným přejezdovým zabezpečovacím zařízením se závorami.